# Echipa națională de handbal feminin a Sloveniei
Echipa feminină de handbal a Sloveniei este echipa națională care reprezintă Slovenia în competițiile interțări oficiale sau amicale de handbal feminin.

## Rezultate

### Rezultate la Campionatul Mondial
| An   | Poziție  |
| ---- | -------- |
| 2017 | Locul 14 |
| 2005 | Locul 14 |
| 2003 | Locul 8  |
| 2001 | Locul 9  |
| 1997 | Locul 18 |

### Rezultate la Campionatele Europene
| An     | Poziție    |
| ------ | ---------- |
| 2018   | Calificată |
| 2016   | Locul 14   |
| / 2010 | Locul 16   |
| 2006   | Locul 16   |
| 2004   | Locul 9    |
| 2002   | Locul 10   |

## Echipa

### Componența
Lotul convocat de antrenorul Uroš Bregar pentru Campionatul European din 2018.
| Nr. | Post            | Nume            | Data nașterii (vârsta) | Înălțime | Selecții | Goluri | Echipă                  |
| --- | --------------- | --------------- | ---------------------- | -------- | -------- | ------ | ----------------------- |
| 1   | Portar          | Branka Zec      | 30 octombrie 1986      | 1.79 m   | 50       | 0      | Frisch Auf Göppingen    |
| 6   | Inter dreapta   | Ana Gros        | 21 ianuarie 1991       | 1.86 m   | 89       | 377    | Brest Bretagne Handball |
| 8   | Inter stânga    | Lea Krajnc      | 1 aprilie 1993         | 1.75 m   | 23       | 15     | RK Zagorje              |
| 9   | Centru          | Nina Žabjek     | 4 martie 1998          | 1.78 m   | 10       | 4      | RK Krim                 |
| 10  | Inter stânga    | Tjaša Stanko    | 5 noiembrie 1997       | 1.73 m   | 48       | 99     | RK Krim                 |
| 11  | Inter stânga    | Ana Abina       | 30 iulie 1997          | 1.75 m   | 24       | 18     | ŽRK Krka                |
| 13  | Extremă stânga  | Polona Barič    | 15 mai 1992            | 1.66 m   | 20       | 28     | RK Krim                 |
| 14  | Extremă stânga  | Tamara Mavsar   | 1 aprilie 1991         | 1.73 m   | 63       | 53     | RK Krim                 |
| 15  | Pivot           | Teja Ferfolja   | 20 septembrie 1991     | 1.83 m   | 45       | 36     | PAOK                    |
| 16  | Portar          | Maja Vojnović   | 26 ianuarie 1998       | 1.80 m   | 10       | 0      | RK Krim                 |
| 18  | Centru          | Nina Zulić      | 4 decembrie 1995       | 1.70 m   | 25       | 42     | RK Krim                 |
| 19  | Extremă dreapta | Jasmina Pišek   | 24 mai 1996            | 1.66 m   | 2        | 4      | ŽRK Z'dežele            |
| 23  | Inter stânga    | Hana Vučko      | 14 noiembrie 1998      | 1.75 m   | 11       | 3      | RK Krim                 |
| 32  | Pivot           | Lina Krhlikar   | 29 iunie 1989          | 1.84 m   | 56       | 91     | Frisch Auf Göppingen    |
| 41  | Pivot           | Aneja Beganovič | 7 septembrie 1997      | 1.73 m   | 22       | 30     | RK Krim                 |
| 71  | Extremă stânga  | Ines Amon       | 13 iulie 1992          | 1.71 m   | 25       | 44     | RK Krim                 |

#### Banca tehnică
| Nume              | Post                 |
| ----------------- | -------------------- |
| Uroš Bregar       | Antrenor principal   |
| Salvador Kranjčič | Antrenor secund      |
| Branka Jovanović  | Antrenor cu portarii |
| Matej Ličen       | Fizioterapeut        |
| Andraž Smolej     | Fizioterapeut        |
| Tomi Kunej        | Medic                |